# Sepsisoma erythrocephalum
Sepsisoma erythrocephalum är en tvåvingeart som först beskrevs av Ignaz Rudolph Schiner 1868.  Sepsisoma erythrocephalum ingår i släktet Sepsisoma och familjen Richardiidae.
Artens utbredningsområde är Venezuela. Inga underarter finns listade i Catalogue of Life.